# On Their Wedding Eve
On Their Wedding Eve è un cortometraggio muto del 1913 diretto e interpretato a fianco di Clara Kimball Young da Maurice Costello.

## Produzione
Il film fu prodotto dalla Vitagraph Company of America.

## Distribuzione
Distribuito dalla General Film Company, il film - un cortometraggio in una bobina - uscì nelle sale cinematografiche statunitensi il 24 ottobre 1913.